# Medicine man

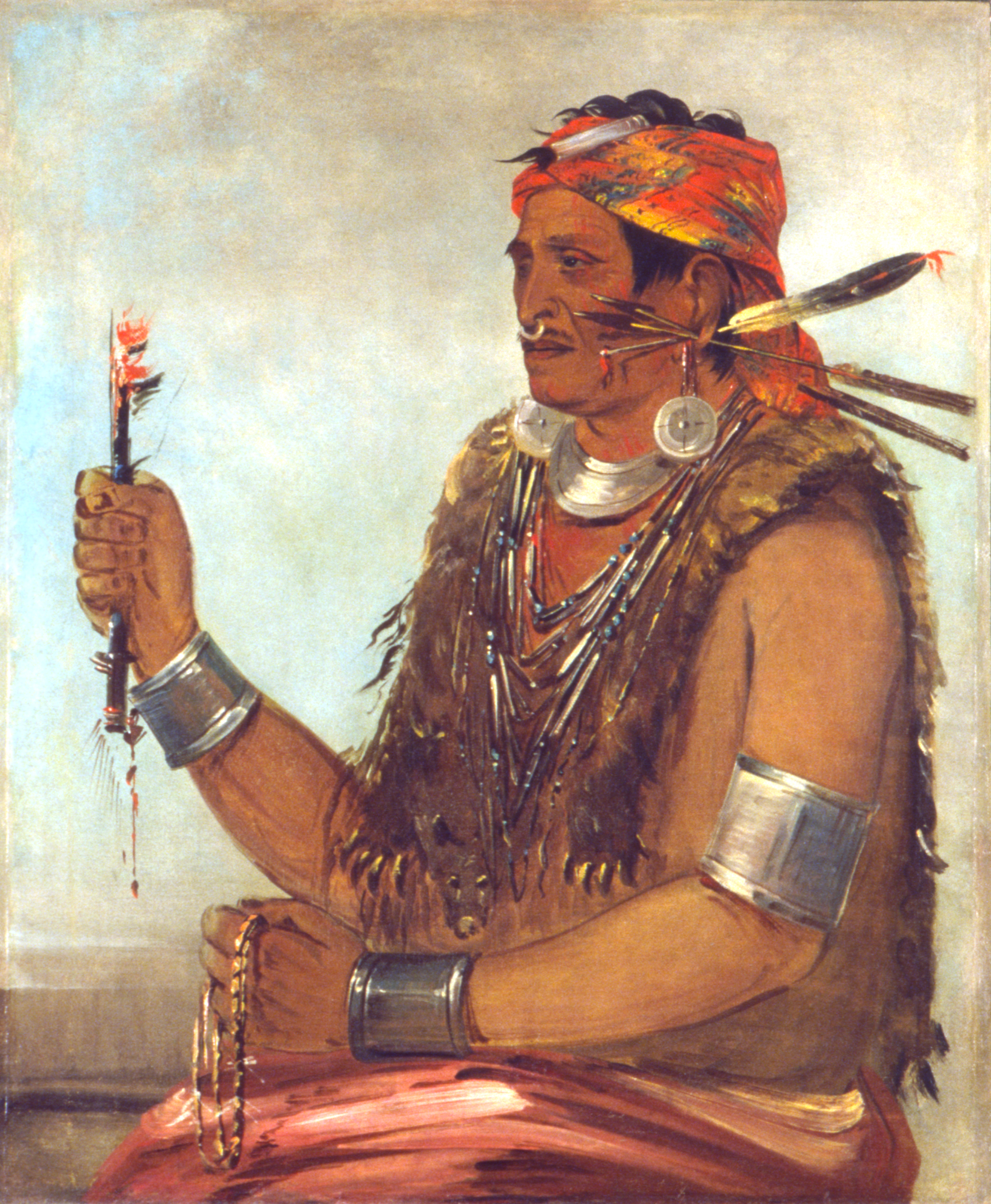
Tenskwatawa, medicine man Szaunisów, ok. 1840

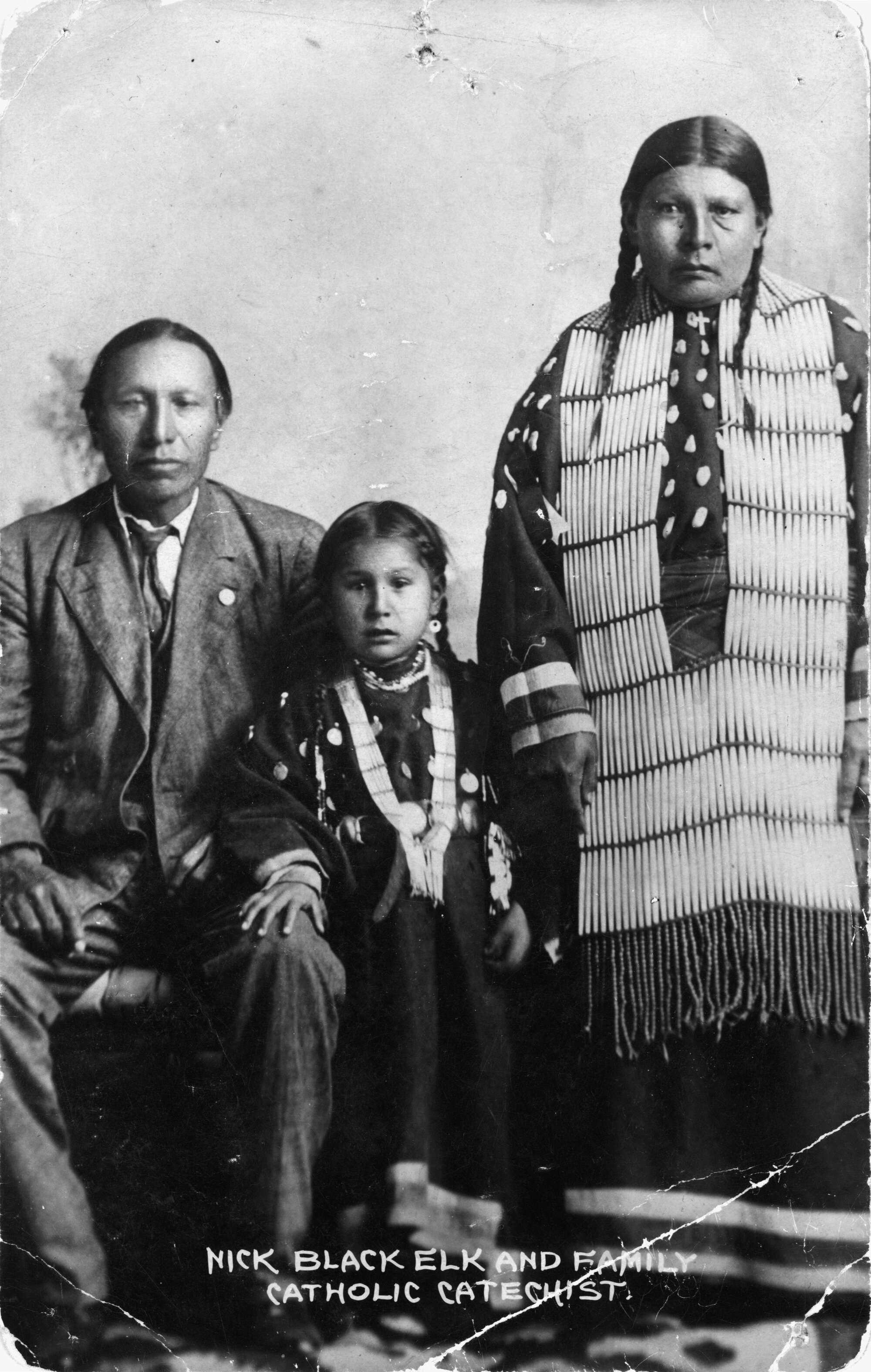
Black Elk, medicine man i katecheta z plemienia Siuksów, ok. 1890–1910

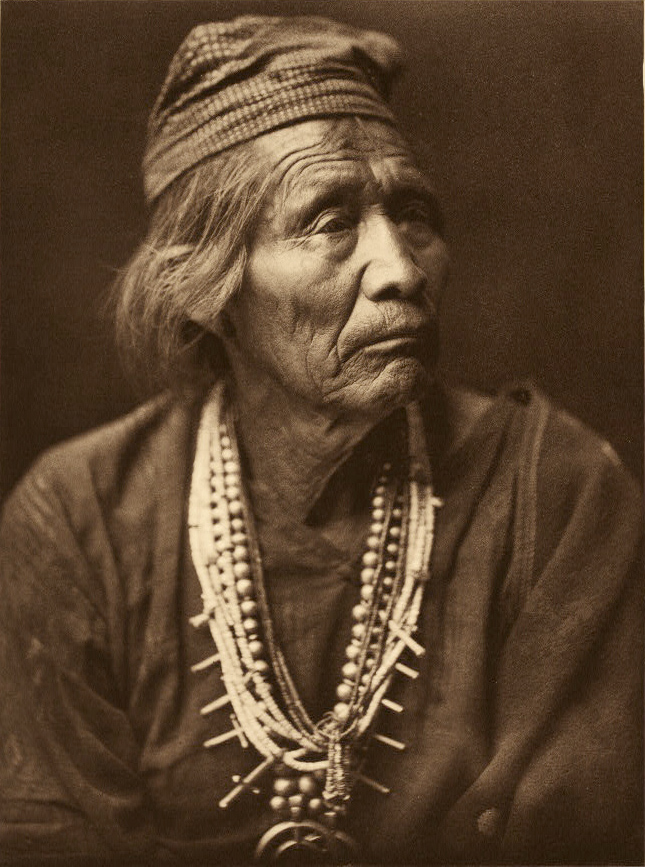
Nesjaja Hatali, medicine man z plemienia Nawahów, ok. 1904

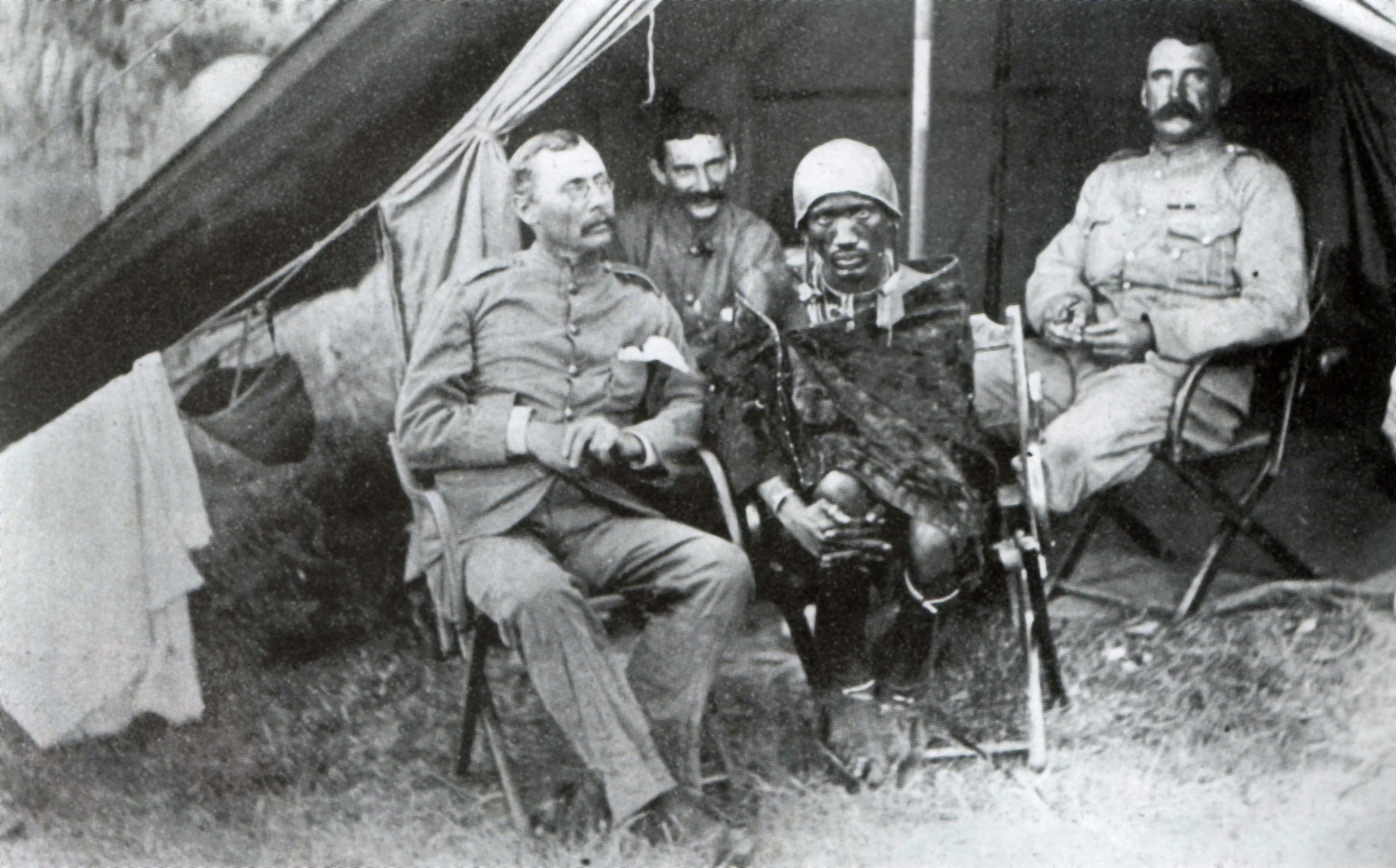
Lenana, medicine man afrykańskich Masajów z Anglikami, 1890

Medicine man (ang. dosłownie: człowiek leczący, medyk lub osoba zajmująca się lekami) – termin określający osobę zajmującą się leczeniem i pełniącą rolę duchową w tubylczych społecznościach Ameryki Północnej (a czasem także Afryki). W plemionach Indian północnoamerykańskich osoby określane ogólnie jako medicine men pełniły (i czasem pełnią po części nadal) różne – czasem zbliżone, choć nie identyczne, a czasem wyspecjalizowane – funkcje społeczne i religijne. Osoby te noszą też różne lokalne nazwy odpowiadające ich konkretnej roli w danej kulturze i języku.
Medicine man często – nie zawsze w pełni zasadnie – utożsamiany bywa z szamanem. Do znanych z kart historii medicine manów zaliczyć można przywódcę zwycięskiego powstania antyhiszpańskiego Popé, proroka Tenskwatawę (brata Tecumseha), Wovokę (twórcę Tańca Duchów), Czarnego Jastrzębia, Geronima, Totanka Yotankę i Quanaha Parkera, którzy dzięki swym zdolnościom byli zarazem wodzami plemiennymi.

## Charakterystyka
Do podstawowych zadań medicine mana (w różnych kulturach przeważali albo mężczyźni, albo kobiety) należało zwykle pośredniczenie w kontakcie ze światem nadprzyrodzonym, zabieganie o pomoc duchów (a także zjawisk i elementów świata przyrody) dla całej społeczności, doradzanie w ważnych sprawach ogólnych i indywidualnych oraz leczenie chorych. Odwołanie się do świata duchowego mogło mieć przykładowo formę ceremonii, pieśni, modlitwy czy medytacji lub formę bardziej bezpośredniego kontaktu z istotami duchowymi (np. typowej dla syberyjskich szamanów ekstatycznej „podróży”). Przez leczenie medicine man mógł rozumieć uzdrawianie relacji pacjenta z jego społecznością i otoczeniem, oczyszczanie jego ciała lub duszy, określone praktyki terapeutyczne, ceremonie lub zabiegi magiczne.
Złożoność praktyk, procedur i rytuałów w poszczególnych plemionach była różna, ale by zostać medicine manem, należało zazwyczaj mieć rodzaj powołania (zwykle związany z doznaniem wizji), przejść wieloletnią praktykę pod okiem nauczyciela – starszego medicine mana (mężczyzny lub kobiety), zostać członkiem stowarzyszenia skupiającego innych medicine manów oraz zyskać aprobatę swojej wspólnoty, potwierdzoną skutecznym pełnieniem określonych kulturowo funkcji. Wbrew rozpowszechnionym stereotypom, zostanie medicine manem nie zawsze musiało się wiązać z rytuałem inicjacji, a bycie nim – ze stosowaniem substancji narkotycznych, czarnej magii, transu czy iluzji.

## Problemy z nazwą i jej przekładem
Z uwagi na złożoność i różnorodność ról pełnionych przez medicine men w poszczególnych kulturach indiańskich oraz ze względu na różnice kulturowe i religijne między badaczami i badanymi, ogólna nazwa (przyjęta za amerykańskimi etnologami, antropologami i religioznawcami) jest z konieczności pewnym uproszczeniem i uogólnieniem. Także sama definicja tego pojęcia ulega zmianom w kierunku jej większego obiektywizmu (np. według Webster's New World Dictionary of the American Language z 1954 r. medicine man to człowiek, któremu przypisuje się ponadnaturalne zdolności leczenia chorych i kontrolowania duchów).
Terminem medicine man, używanym przez wieki – m.in. w Europie – wobec rozmaitych „medyków”, określano indiańskich kapłanów-uzdrawiaczy i czarowników już w roku 1801. Sam termin medicine może też w tym kontekście wywodzić się od nazwy tajnego stowarzyszenia Midewiwin istniejącego w plemionach indiańskich Potawatomi, Chippewa i Menominee z algonkiańskiej grupy językowej, która pochodzi od noszonego przez niektórych Indian na szyi woreczka z „lekami”. Podobieństwo brzmienia słowa midewiwin oraz zajmowanie się członków stowarzyszenia uzdrawianiem chorych (głównie przy pomocy czarów) zaowocowało słowem medicine.
Część specjalistów uważa, że w kulturach indiańskich medicine man pełnił rolę analogiczną do azjatyckiego szamana, inni wskazują na pewne – uważane za mniej lub bardziej istotne – różnice (np. szamani wierzą, iż mogą kontaktować się ze światem nadprzyrodzonym i skłaniać duchy do określonych działań, podczas gdy medicine man częściej jedynie modli się do istot nadprzyrodzonych o pomoc, może natomiast pełnić w swej społeczności inne nieszamańskie funkcje). Także część Indian utrzymuje, że ich przywódców duchowych nie powinno się nazywać szamanami. Nie wszyscy Indianie akceptują też nazwę medicine man, preferując terminy bardziej szczegółowe, pochodzące z języków plemiennych, lub używając innych terminów ogólnych, np. priest (kapłan) lub medical practitioner (osoba praktykująca lecznictwo).
W polskich publikacjach termin medicine man traktowany jest różnie – pozostawiany bywa w oryginale (np. z przypisem objaśniającym, jak w publikacjach indianistycznego kwartalnika „Tawacin”) lub tłumaczony jest np. Jako szaman, uzdrawiacz, człowiek leczący, kapłan, lekarz (m.in. w przekładach autobiograficznych książek Charlesa Alexandra Eastmana) lub człowiek wiedzy (ten ostatni np. w przekładzie klasycznego dzieła lakockiego wizjonera Czarny Łoś mówi). Tłumaczenie medicine man jako czarownik, uzdrowiciel lub człowiek lekarstwo pojawia się rzadziej, głównie w literaturze pięknej i popularnej.